# Мария Коля-Царуха
Мария Евстратиу Коля-Царуха (на гръцки: Μαρία Ευστρατίου Κόλλια - Τσαρουχά) е гръцки политик от партията Независими гърци.

## Биография
Мария Коля-Царуха е родена на 21 февруари 1958 година в македонския град Сяр, Гърция. Завършва право в Солунския университет и работи като адвокат. Тя е първата избрана за депутат жена от Сяр на изборите от 2000, 2004, 2007 и 2009 година от Нова демокрация. Мария Царуха в началото на 2012 г. става един от основателите на новата партия Независими гърци. След изборите от май и юни 2012 година на два пъти е избрана за заместник-председател на гръцкия парламент.
От януари 2015 до август 2018 г. (с кратко прекъсване) е заместник-министър, отговарящ за Македония и Тракия в правителствата на Алексис Ципрас. От август 2018 до януари 2019 е заместник-министър на отбраната. На 13 януари 2019 г. заедно с Панос Каменос подава оставка от правителството в знак на протест срещу Преспанското споразумение.